# Boruc
Boruc – polskie nazwisko. Na początku lat 90. XX wieku w Polsce nosiły je 979 osoby, według nowszych, internetowych danych noszą je 1225 osoby. Nazwisko pochodzi od imion Borzysław lub Borzymir i jest najbardziej rozpowszechnione we wschodniej środkowej Polsce.

## Osoby noszące to nazwisko
- Artur Boruc (ur. 1980) – polski piłkarz
- Herbert Boruc (ur. 1969) – polski piłkarz
- Marek Boruc (1951–2007) – polski ksiądz rzymskokatolicki